# Gant
Gant (niem. Ganthen) – wieś w Polsce położona w województwie warmińsko-mazurskim, w powiecie mrągowskim, w gminie Piecki. W latach 1975–1998 miejscowość administracyjnie należała do województwa olsztyńskiego.
Sołectwo Gant składa się z dwóch wsi Gant i Gajne. Nazwa wsi prawdopodobnie wzięła się od jeziora Gant, wymienianego w dokumentach z 1576 pod nazwą Gandt.

## Historia
Wieś lokowana w 1570 r. na 60 włókach przez starostę sześcieńskiego Andrzeja Jonasza. Powstała nad obszernymi bagnami, zmeliorowanymi i osuszonymi w XVIII lub XIX w. Około roku 1750 powstała szkoła wiejska. W 1785 r. we wsi było 27 domów. W 1815 r. we wsi było 30 domów, zamieszkałych przez 138 osób. W 1818 r. do tutejszej szkoły uczęszczało 26 dzieci. W 1840 r. w Gancie było 40 domów z 259 mieszkańcami. W 1935 r. w tutejszej, jednoklasowej szkole uczyło się 60 uczniów. W tym czasie wieś należała do parafii ewangelickiej w Nawiadach. W 1939 r. we wsi mieszkało 381 ludzi.